# Coupe de Yougoslavie masculine de volley-ball

## Historique
- Une première coupe nationale (Zimski Kup), exclusivement masculine, a été disputée en 1950. Elle n'a pas connu d'autre édition.
- La coupe de Yougoslavie dans sa formule durable (Kup Jugoslavije) a été créée lors de la saison 1958-1959. Ses premières années ont été chaotiques — elle n'a pas été décernée pendant une période —, et n'est stable que depuis 1971 (avec un hiatus en 1976). De plus, les différentes formules pratiquées ont parfois donné deux vainqueurs dans une même année civile.
- La coupe de Yougoslavie a disputé sa dernière saison en 1990-1991 en raison de la dissolution du pays et de l'indépendance des différents États la constitutant.

## Palmarès
| Zimski Kup - 1950 : Partizan Belgrade Kup Jugoslavije - 1959 : Jugoslavija Belgrade - 1960 : Czvena Zvezda Belgrade - 1961 : Partizan Belgrade - 1961 : Jugoslavija Belgrade - 1962 : Jugoslavija Belgrade - 1964 : Partizan Belgrade - 1971 : Partizan Belgrade - 1972 : Czvena Zvezda Belgrade - 1973 : Czvena Zvezda Belgrade - 1974 : Partizan Belgrade - 1975 : Czvena Zvezda Belgrade | - 1977 : Vojvodina Novi Sad - 1978 : Mladost Zagreb - 1978 : Ribnica Kraljevo - 1979 : Vardar Skopje - 1980 : Mladost Zagreb - 1981 : Mladost Zagreb - 1982 : Bosna Sarajevo - 1983 : Mladost Zagreb - 1984 : Mladost Zagreb - 1985 : Mladost Zagreb - 1986 : Mladost Zagreb - 1987 : Vojvodina Novi Sad - 1988 : Mladost Zagreb - 1989 : Partizan Belgrade - 1990 : Partizan Belgrade | - 1991 : Czvena Zvezda Belgrade |